# Barbecue spaghetti
Barbecue spaghetti là một món ăn xuất xứ từ Memphis, Tennessee, kết hợp giữa mì spaghetti với nước sốt làm từ thịt lợn hun khói thái nhỏ hoặc thịt lợn kéo sợi, rau và nước sốt thịt nướng, được phục vụ như món ăn phụ trong một số nhà hàng thịt nướng ở Memphis. Món ăn đã được Southern Living gọi là biểu tượng cũng như "sự sáng tạo kỳ lạ nhất của thành phố", trong khi HuffPost coi món ăn là "mặt hàng chủ lực của Memphis".

## Chuẩn bị và phục vụ
Có thể dùng thịt lợn kéo sợi hoặc hun khói thái nhỏ cho món barbecue spaghetti. Hỗn hợp nước sốt sẽ bao gồm "một nửa sốt marinara và một nửa nước sốt thịt nướng", trong đó tùy ý thêm hành tây và ớt chuông, được đun nhỏ lửa trước khi cho thịt lợn vào; với độ đặc gần giống với nước sốt thịt nướng. Spaghetti nấu chín mềm, sau đó trộn cùng sốt nóng. Món ăn này được phục vụ như một món phụ và đôi khi là món chính.

## Lịch sử
Món ăn được sáng chế bởi Brady Vincent, cựu đầu bếp đường sắt, chủ sở hữu một nhà hàng thịt nướng có tên là Brady and Lil's. Đến năm 1980, Frank và Hazel Vernon đã mua lại nhà hàng và đổi tên thành The Bar-BQ Shop. Vincent cũng dạy công thức món barbecue spaghetti cho Jim Neely, người sau đó mở nhà hàng Interstate Bar-BQ vào cuối những năm 1970. Trong đó, Neely đã sửa đổi công thức nước sốt bằng cách thêm "thịt lưng bổ sung" từ phần xương sườn và nấu trong nồi cùng với ớt chuông và hành tây.
Nhà hàng State Park ở Cambridge, Massachusetts có phục vụ món "Memphis BBQ spaghetti", sử dụng thịt lợn kéo sợi đun trong sốt marinara có sử dụng nước sốt thịt nướng làm nền.

## Các món ăn tương tự
Theo nhà xã hội học John Shelton Reed, món "Barbecue spaghetti so với spaghetti Bolognese cũng như món thịt hầm ớt kiểu Cincinnati so với món này kiểu Tex-Mex". Món Filipino spaghetti cũng bao gồm nguyên liệu mì spaghetti trộn với tương cà chuối và ăn kèm với xúc xích.